# Ruffian
Ruffian var en amerikansk galopphäst som ansågs vara ett av de allra största stona inom amerikansk galoppsport. Hon vann alla sina lopp och var känd för att hon hatade att förlora. Ruffian dog tragiskt efter att ha skadat sig under ett lopp som hon trots detta vägrade avsluta och ligger begravd på galoppbanan Belmont Park.

## Uppväxt och tidiga segrar
Ruffian var ett mörkbrunt, nästan kolsvart, engelskt fullblodssto som föddes 17 april 1972 på Claiborne Farm i Kentucky, USA. Hon föddes upp av stuteriägarna Stuart S Janney Junior och Barbara Phipps Janney och var undan stoet Shenanigans och efter släkten Phipps egen hingst Reviewer som i sin tur var fallen efter den stora galopphästen Bold Ruler. Som ettåring var Ruffian ovillig att springa och kallades fet och omedgörlig. 
1974 kom Ruffian som tvååring till den välkända tränaren Frank Whitley för att rätta till hennes problem. Redan 22 maj det året skulle hon ställa upp i Belmont Park i New York. Hon blev utskrattad, bland annat för att hon fortfarande var ganska tjock. Men Ruffian förvånade alla när hon slog banrekord och vann med hela 15 längder. Efter fem lopp, alla vunna, upptäcktes en hårfin spricka i ett av Ruffians bakben, och hon fick inte tävla mer det året. Trots den korta säsongen fick hon Eclipse-priset för årets mest utmärkande prestation, eftersom hon hade vunnit alla sina lopp det året. Hon gjorde snabbt comeback året därpå och vann 1975 års Triple Crown för ston. Hon fick snabbt smeknamnet "Queen of Fillies", drottningen bland stoföl, och till och med Secretariats tränare Lucien Laurin lär ha sagt till pressen att Ruffian till och med kunde vara bättre än Secretariat själv.

## Det sista loppet
Ruffian förblev obesegrad på sina tio första starter och vann stort varje lopp. Hennes elfte lopp skulle bli ett så kallat "match race" när enbart två hästar duellerar mot varandra. Loppet skulle gå av stapeln den 6 juli 1975 mellan Ruffian och årets vinnare av Kentucky Derby, Foolish Pleasure. Problemet låg i att både Ruffian och Foolish Pleasure skulle ridas av jockeyn Jacinto Vazquez. Vazquez valde att rida Ruffian under det här loppet då han trodde att hon var den bättre av de två hästarna. Det ökända loppet kallades för The Battle Between The Sexes, "Kampen mellan könen" då Ruffian var ett sto och Foolish Pleasure var en hingst. Loppet blev så omtalat att det lockade 50 000 åskådare.
Men loppet skulle visa sig bli tragiskt för Ruffian. Redan under starten slog Ruffian sin bog hårt i startboxen, precis när klockan ringde. Trots det fortsatte Ruffian att springa, lutandes på höger framben och tog snabbt in på Foolish Pleasure. Men efter ca 400 meter hörde jockeyn ett ljud som han beskrev som att man bröt av en gren och han gissade att hennes framben höll på att splittras. Ruffian fortsatte trots detta att springa trots Vazquez försök att få stopp på henne. Hon sprang hela 400 meter till innan hon stannade med hoven hjälplöst hängande. Ruffian fördes till djursjukhuset och opererades i tre timmar. Hennes ben hade splittrats på två ställen. Men efter operationen vaknade Ruffian och fortsatte att springa och hon slog vilt omkring sig och bröt sönder gipset och sina ben igen. För att skona henne från smärtorna lät man avliva henne den natten.

## Eftermäle
Efter sin död blev Ruffian förärad ytterligare ett Eclipse-pris för sina prestationer under 1975 och 1976 blev hon invald i National Museum of Racing and Hall of Fame. Varje år går ett lopp på Belmont Park till hennes ära som kallas Ruffian Handicap. Hennes tragiska dödsfall ledde även till en rad nya säkerhetsföreskrifter. Ända sedan Ruffians "match race" har inga fler liknande lopp anordnats. Även allmänheten reagerade starkt på det tragiska loppet och krävde mer human behandling av kapplöpningshästar. Ett resultat var att man började behandla hästarna med mediciner för blödningar och kortison för inflammationer. Dock berodde Ruffians olycka främst på hennes gener då hennes far Reviewer hade haft tre benbrott under sin karriär. 
The Blood-Horse rankade Ruffian på plats 35 på sin topp 100-lista över Champion fullblodshästar för 2000-talet. Sports Illustrated inkluderade henne som den enda icke mänskliga på deras lista på de 100 mest framgångsrika kvinnliga idrottarna, på plats 53.
Ruffian ligger begravd vid flaggstången, på innerfältet av Belmont Park och är den första hästen som hedrats med den äran. Medan hon fortfarande levde brukade tränaren alltid lägga på henne en av sina gamla filtar, men när hon begravdes då fick hon med sig två helt nya, för att hon förtjänade dem. Hon begravdes med mule mot mållinjen. Det sägs ofta att "hon dog i ledningen". 